# 裏白
裏白（学名：Diplopterygium glaucum）为裏白科裏白屬下的一个种。

## 扩展阅读
- 維基物種上的相關：裏白